# Liparthrum
Liparthrum är ett släkte av skalbaggar. Liparthrum ingår i familjen vivlar.

## Dottertaxa tillLiparthrum, i alfabetisk ordning[1]
- Liparthrum albidum
- Liparthrum albosetum
- Liparthrum americanum
- Liparthrum arizonicum
- Liparthrum arnoldi
- Liparthrum artemisiae
- Liparthrum artocarpus
- Liparthrum australis
- Liparthrum babadjanidis
- Liparthrum balachowskyi
- Liparthrum bartschti
- Liparthrum bicaudatum
- Liparthrum bituberculatum
- Liparthrum brevi
- Liparthrum brincki
- Liparthrum canum
- Liparthrum carapae
- Liparthrum colchicum
- Liparthrum corsicum
- Liparthrum cracentis
- Liparthrum curtum
- Liparthrum cytisi
- Liparthrum dalmatinum
- Liparthrum degener
- Liparthrum elongatum
- Liparthrum frontale
- Liparthrum genistae
- Liparthrum georgi
- Liparthrum hispaniolum
- Liparthrum inarmatum
- Liparthrum laurivorus
- Liparthrum longifolia
- Liparthrum loweanum
- Liparthrum lowei
- Liparthrum mandibulare
- Liparthrum meridensis
- Liparthrum mexicanum
- Liparthrum mori
- Liparthrum necopinus
- Liparthrum nigrescens
- Liparthrum palaquius
- Liparthrum palauensis
- Liparthrum peyrimhoffi
- Liparthrum pruni
- Liparthrum sabahensis
- Liparthrum semidegener
- Liparthrum squamosum
- Liparthrum thevetiae
- Liparthrum tinianensis
- Liparthrum tongatapui